# Vera Sloutskaïa
Vera Klimenteva Sloutskaïa (russe : Ве́ра Климе́нтьевна Слу́цкая), dont les véritables prénom et patronyme étaient Berta Bronislavovna (russe : Бе́рта Бронисла́вовна), née le 5 septembre 1874 (17 septembre dans le calendrier grégorien) à Minsk et morte le 12 novembre 1917 à Tsarskoe Sielo, aujourd'hui Pouchkine, à proximité de Saint Pétersbourg, est une sociale-démocrate, ayant pris une part active au mouvement révolutionnaire russe. 

## Biographie
Vera Sloutskaïa est d'une famille de la moyenne bourgeoisie, et dentiste de formation. Elle participe aux évènements révolutionnaires de 1898. Après son arrestation, une procédure pénale est engagée contre elle, et en 1905 elle est placée sous surveillance policière. Elle entre cette même année dans le Bund, ou Union générale des travailleurs juifs, parti social-démocrate juif, organisation autonome du parti ouvrier social-démocrate de Russie (POSDR) ; à partir de 1902, elle participe aux travaux du POSDR et elle se rapproche des bolcheviks après 1903. Lors de la révolution russe de 1905 - 1907, elle est membre des organisations de combat du POSDR et prend part aux luttes révolutionnaires à Minsk et à Saint-Pétersbourg. Elle est ensuite présente en 1907 en qualité de déléguée au 6e congrès du parti ouvrier social démocrate (bolcheviks) (en), reste en Russie et conduit les travaux du parti à Saint-Petersbourg. 
En 1909, Vera Sloutskaïa émigre et vit en Allemagne et en Suisse. Elle revient en 1912 en Russie, où elle contribue à l'action du POSDR dans la capitale. Elle est arrêtée de multiples fois pour son activité, et envoyé à Liouban en 1914. Elle prend part à la Révolution de février 1917 ; dans la période de double pouvoir (en), elle est au comité du POSDR de Petrograd en qualité d'organisatrice du parti au sein de la population féminine, et de secrétaire du comité du district de Vasileostrovski. Lors du 6e congrès du parti, tenu semi-légalement à Moscou, elle soutient l'option d'un soulèvement armé. Également, elle suggère la formation politique des ouvrières en grève en tant que syndicat. Vera Sloutskaïa propose aussi la création d'un bureau constitué de représentants provenant de divers arrondissements. Elle prend ensuite part à la Révolution d'octobre à Petrograd, et après l'installation du pouvoir des soviets, elle est envoyée pour contrer la tentative de reconquête de Petrograd menée par Kerenski et les Cosaques du général Krasnov, qui s'était déclenchée le 28 octobre 1917. Elle est alors atteinte mortellement par un tir de canon cosaque lors de la livraison de médicaments aux régiments de gardes rouges.

## Citation
« Alors le vieux maire monta à la tribune : « Camarades et citoyens ! Je viens d'apprendre que les prisonniers à Pierre et Paul sont en danger. Quatorze junkers de l'école de Pavlovsk ont été battus et torturés par les gardes bolcheviques. Un en est devenu fou. Ils menacent de pendre les ministres ! » Il y eut un mouvement d'indignation et d'horreur, qui devint encore plus violent quand une solide petite femme habillée en gris demanda la parole, et éleva une voix dure et métallique. C'était Vera Sloutskaïa, vétéran révolutionnaire et représentante bolchévique à la Douma.
« C'est un mensonge et une provocation ! » dit-elle, indifférente au torrent d'insultes. « Le gouvernement des ouvriers et des paysans, qui a aboli la peine de mort, ne peut permettre de tels actes. Nous demandons une enquête immédiate ; s'il y a la moindre vérité en cela, le gouvernement prendra des mesures énergiques » »

— John Reed, Ten Days that Shook the World, 1919 — Chapitre VI

## Postérité

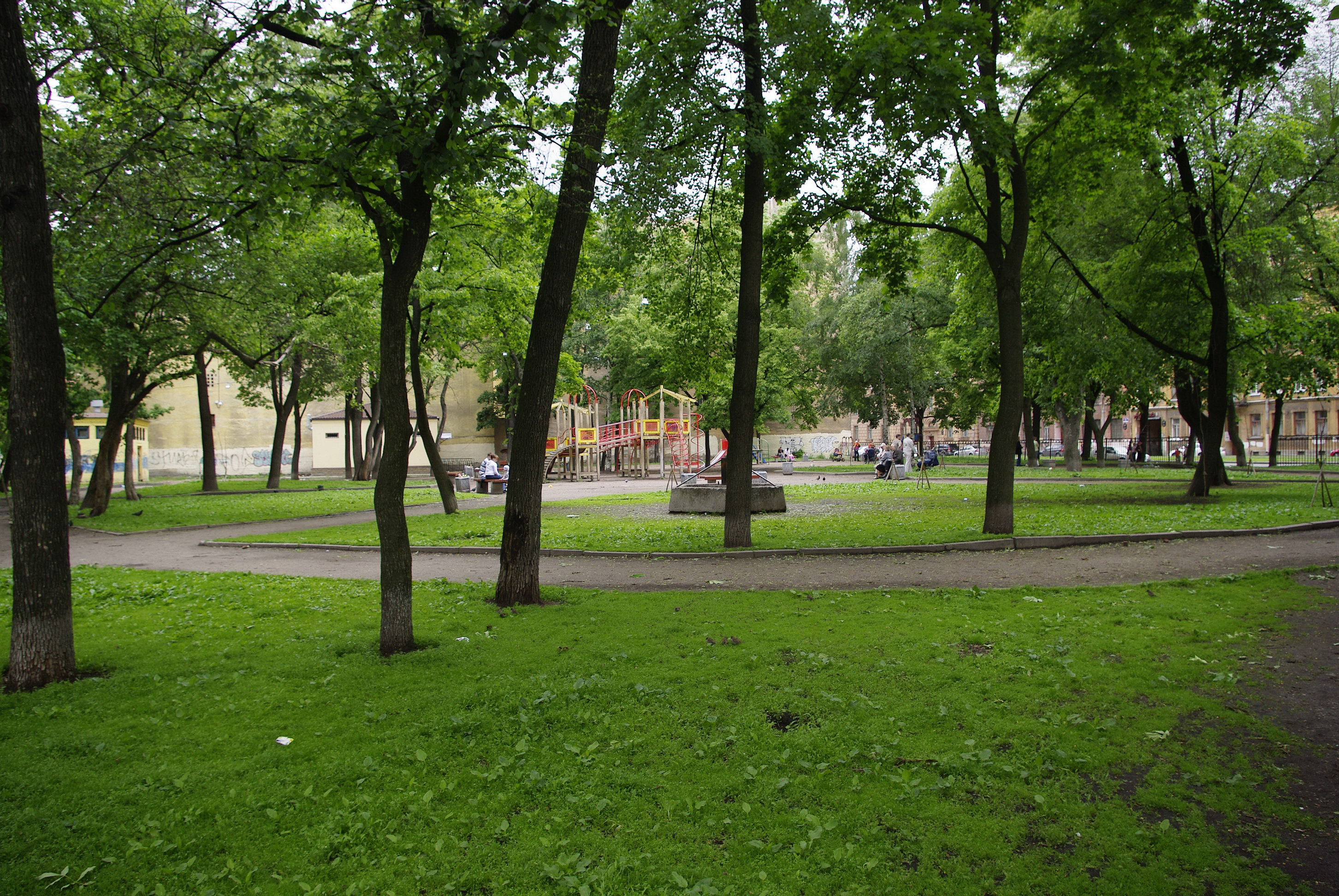
Square Vera Sloutskaïa dans le district de Vasileostrovski.

- À Saint-Pétersbourg, l'Hôpital pour enfants Marie-Madeleine sur l'île Vasilievski a porté son nom de 1918 à 1973.
- Un square Vera Sloutskaïa le porte toujours dans le district de Vassileostrovski, ainsi qu'une rue à Kolpino, à Minsk et à Vyritsa.

## Crédits
- (ru) Cet article est partiellement ou en totalité issu de l’article de Wikipédia en russe intitulé « Слуцкая, Вера Климентьевна » (voir la liste des auteurs).